# Căzănești, Telenești
Căzănești este satul de reședință al comunei cu același nume  din raionul Telenești, Republica Moldova. Moșia comunei cuprinde 4273,4 ha, din care suprafața Căzăneștilor e de 27,8 km².

## Istoric
Se presupune că  denumirea provine de la cazan(ele) de pe apa Răutului, la care s-a adăugat sufixul -ești.
Satul a fost menționat documentar pentru prima dată în anul 1617:
„Ispisoc dela Radul Vodă.

Adecă al nostru credincios cinstit boiarin dumnealui Ureche marile vornic m-am milostivit domnia mea cu osibită a noastră milă domnească am dat și am întărit a lui dripte ocine și moșii și cumpărături și danii domnești, toate satele câte are în țara domnii mele și de moșie și de cumpărături și de danie dintr'a lui dripte drese și mărturii ci-au avut dela alți domni mai dinainte, ... 
Și satul Crăciuneștii și partea lui din Cobacini și satul Căzănești pi Răut partea lui din Avrăminți, din Zaluceni și satul Copileni și Potlujenii li partea lui din sat din Bilăuca din ținutul Orheiului...

...

Scris la Iași, anul 7125 <1617> Aprilie 16, de Nebojatco uricar.

Ghenghe mare logofăt.”
În anul 1904 avea 192 de case (1152 locuitori), în 1971 avea 2272 locuitori, iar la 1 ianuarie 2000 populația era de 2275 locuitori (715 gospodării).  Biserică cu hramul Sfântul Gheorghe, construită de un polon Mihail Awgustowski în anul 1852, care i-a avut printre preoți pe Constantin Gruia, Tudor Gribencea și Ioan Petică. Printre proprietarii moșiei satului s-a numărat Nestor Ureche, tatăl renumitului cronicar Grigore Ureche, Safta  Filipescu, Iordache Caramanlîu, Grigore și Constantin Sturza, Constantin Szeinowicz, o rudă a nobililor ruși Abaza, de origine românească. La sfârșitul secolului al XIX-lea - începutul secolului al XX-lea moșia a aparținut boierului Ștefan Uvaliu (Uvaliev), bulgar de origine, membru al Dumei de Stat a Rusiei, care a construit un palat somptuos pe malul Răutului cu 99 de odăi, turn de apă. În anii interbelici comuna a excelat prin animalele de prăsilă (cai și tauri de rasă), îndeletnicire care s-a păstrat pînă în anul 1965.

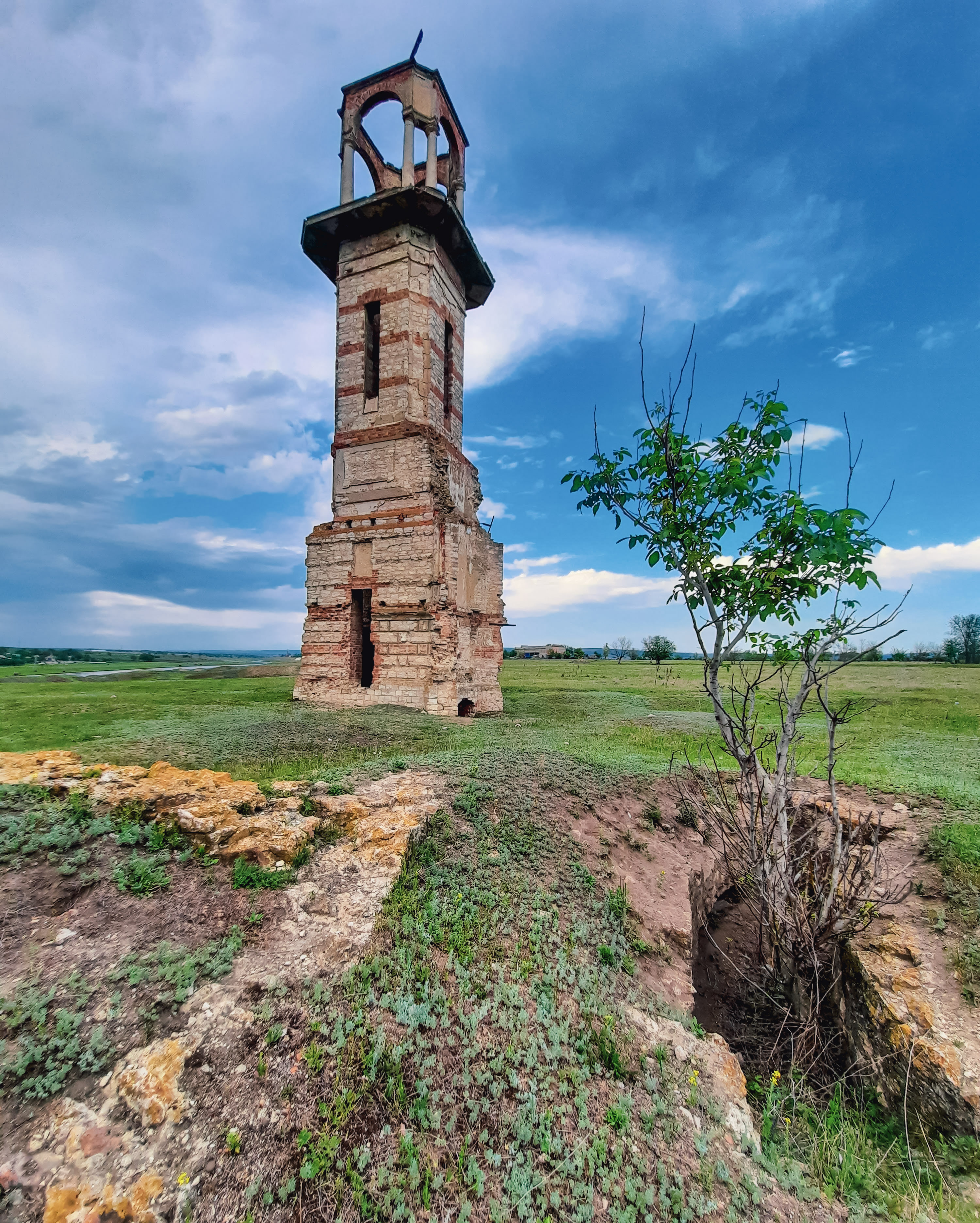
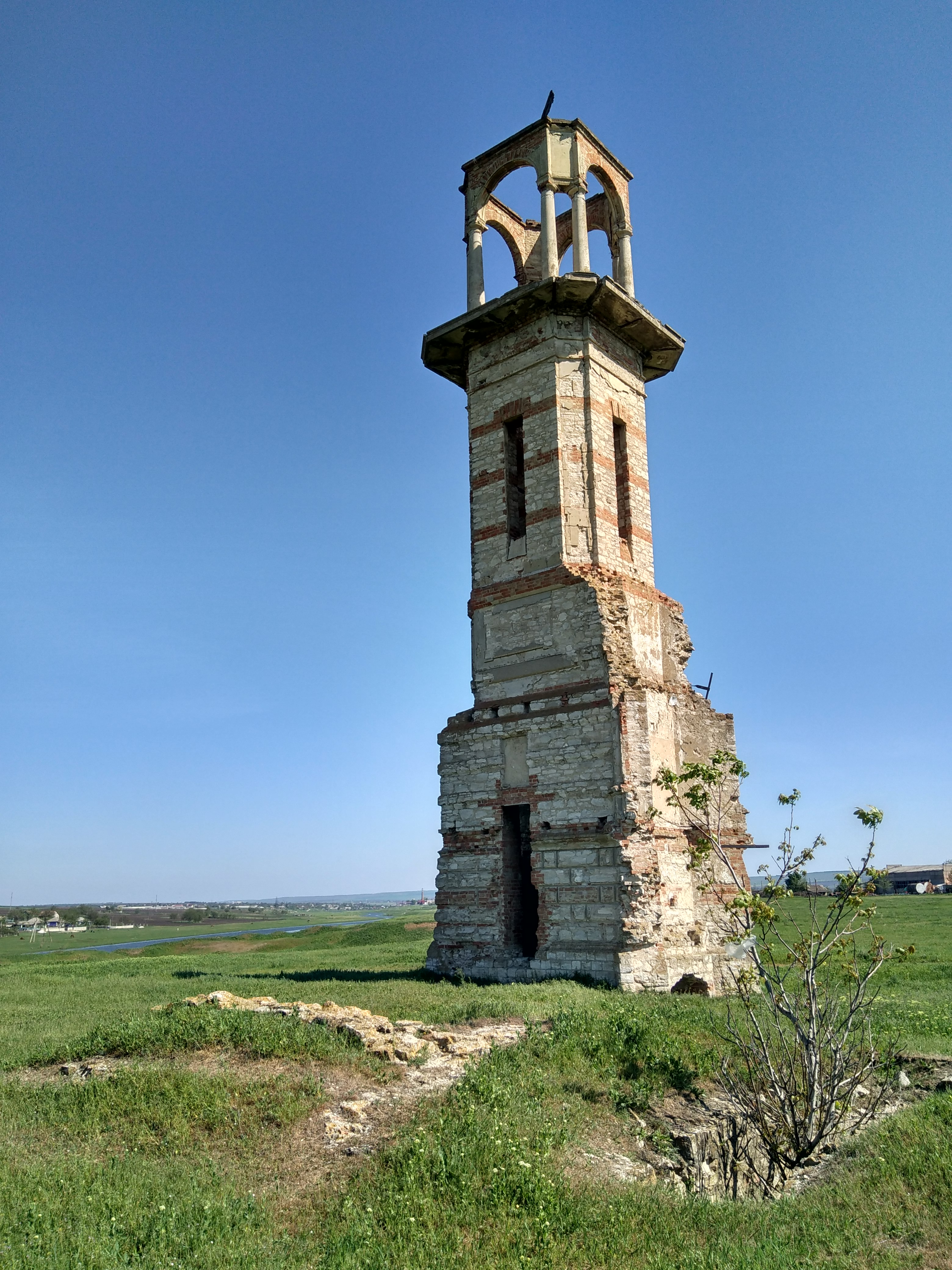
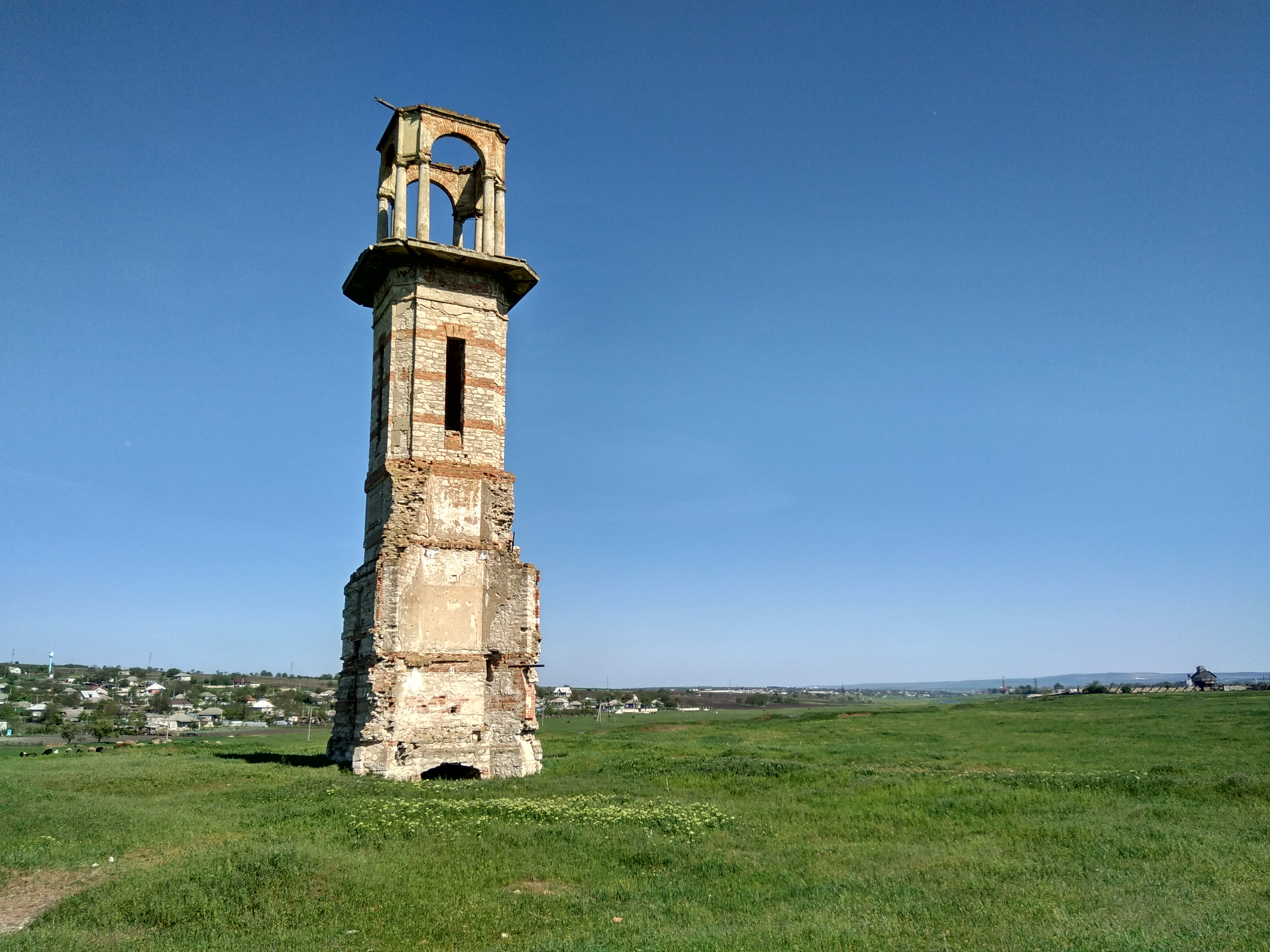
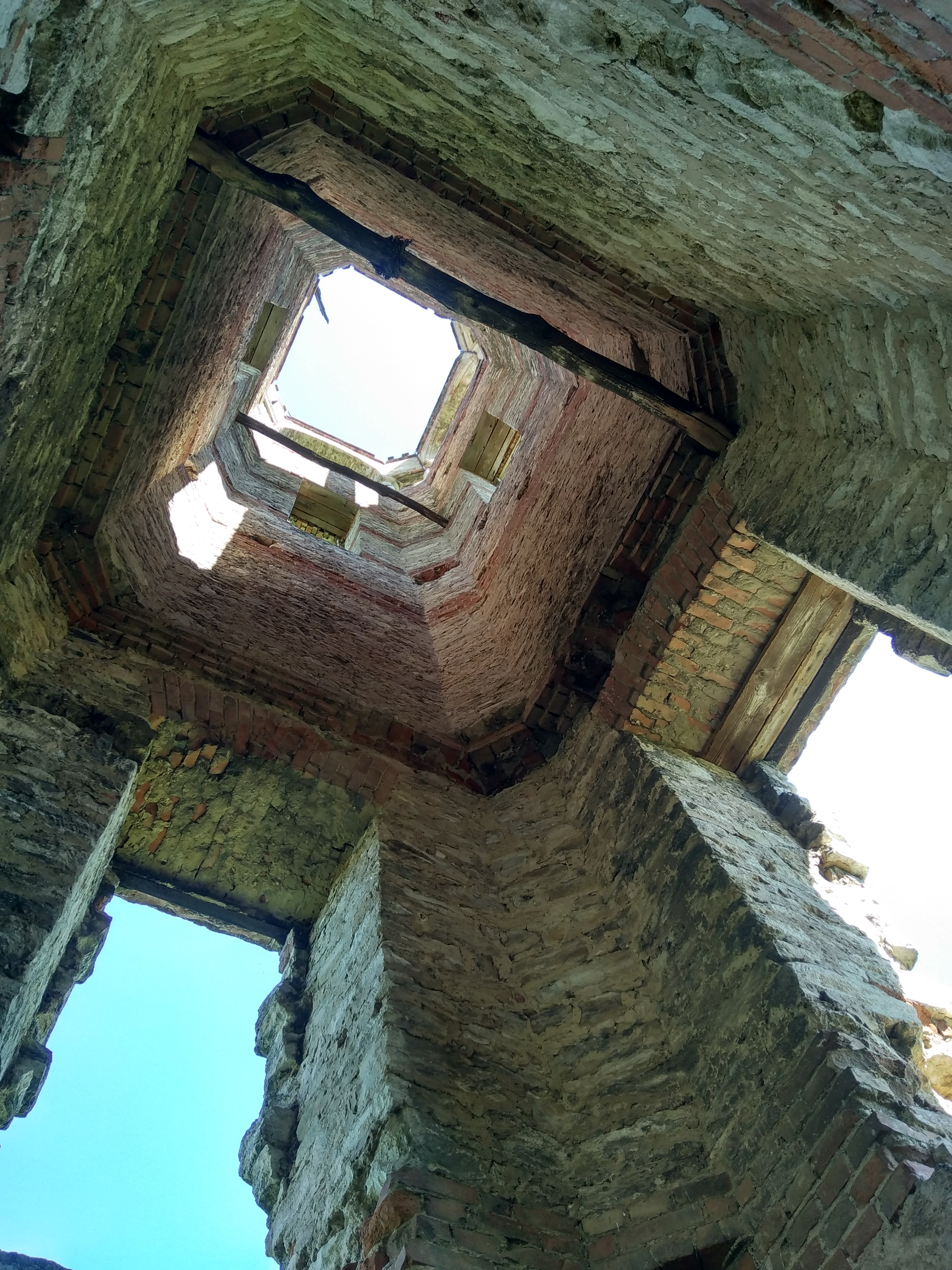
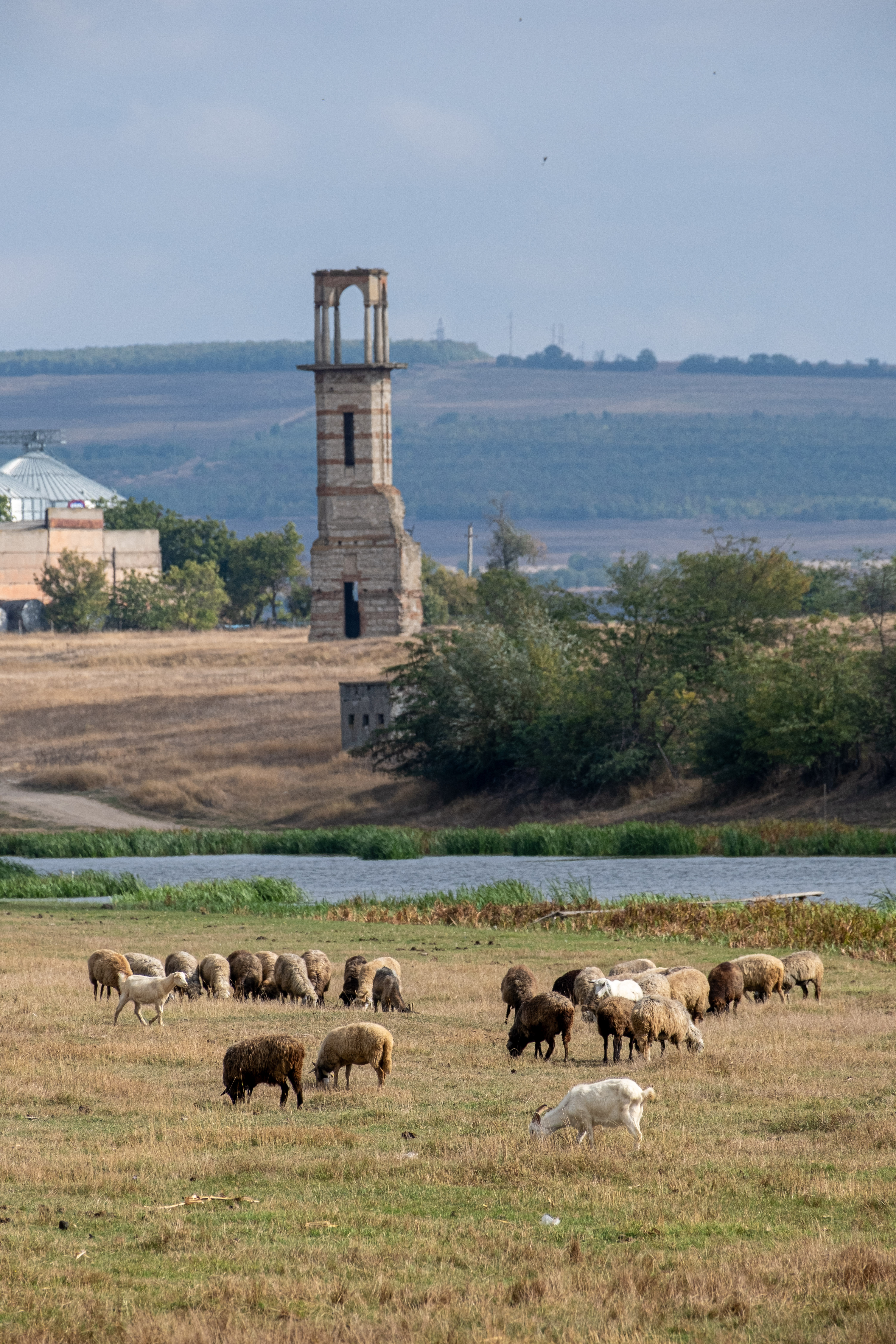

Turnul de apă

## Epoca sovietică

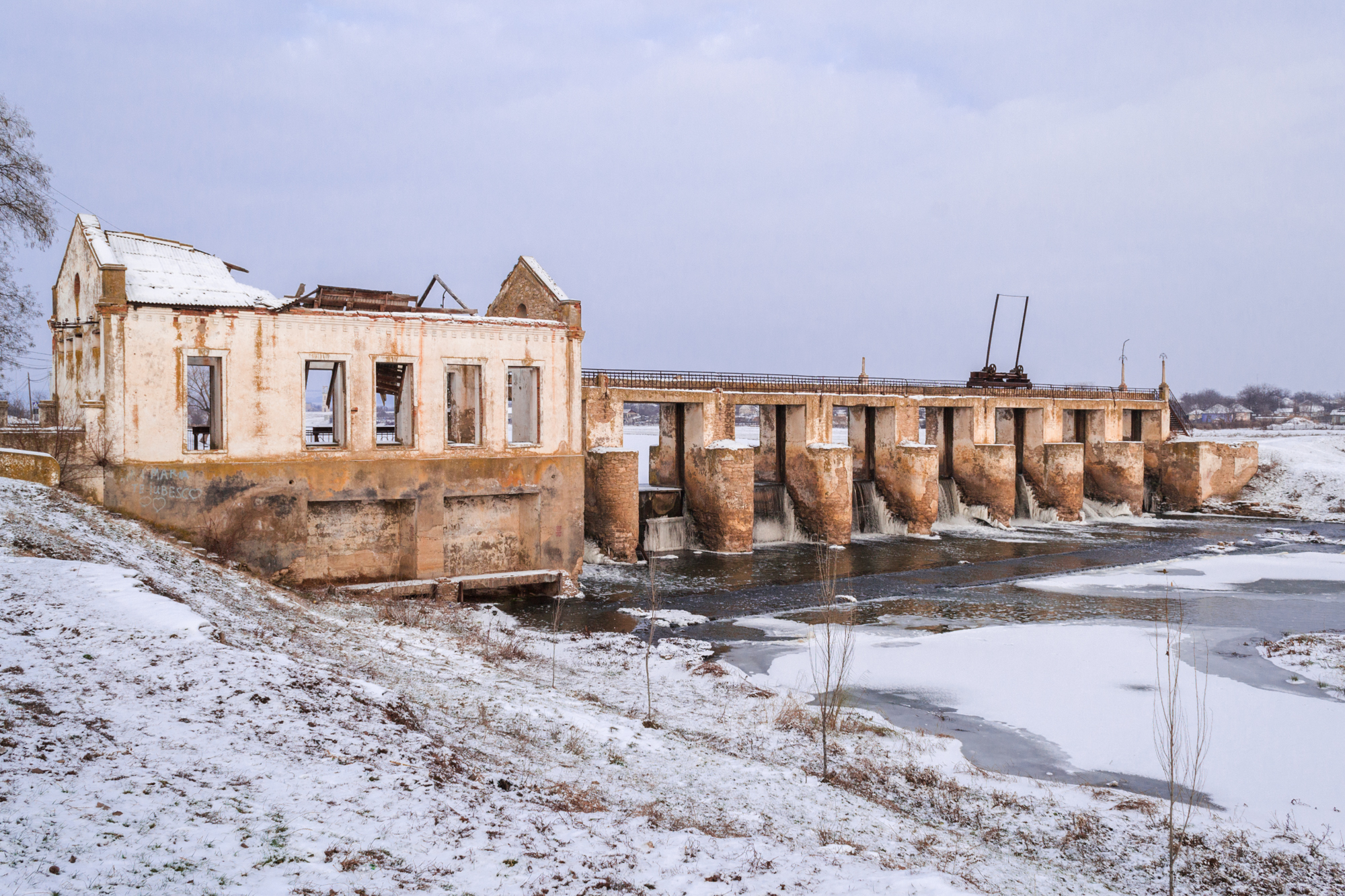
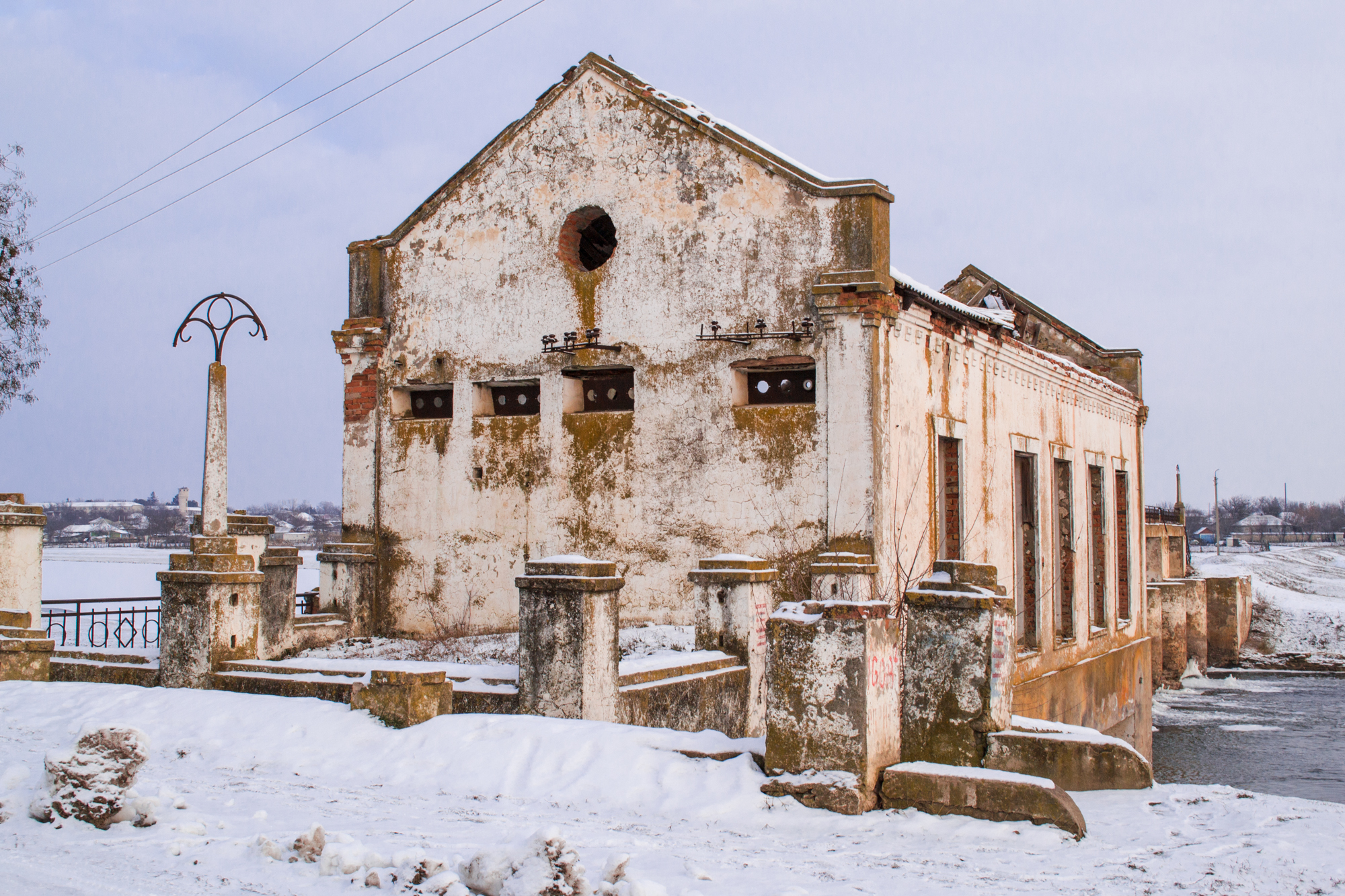
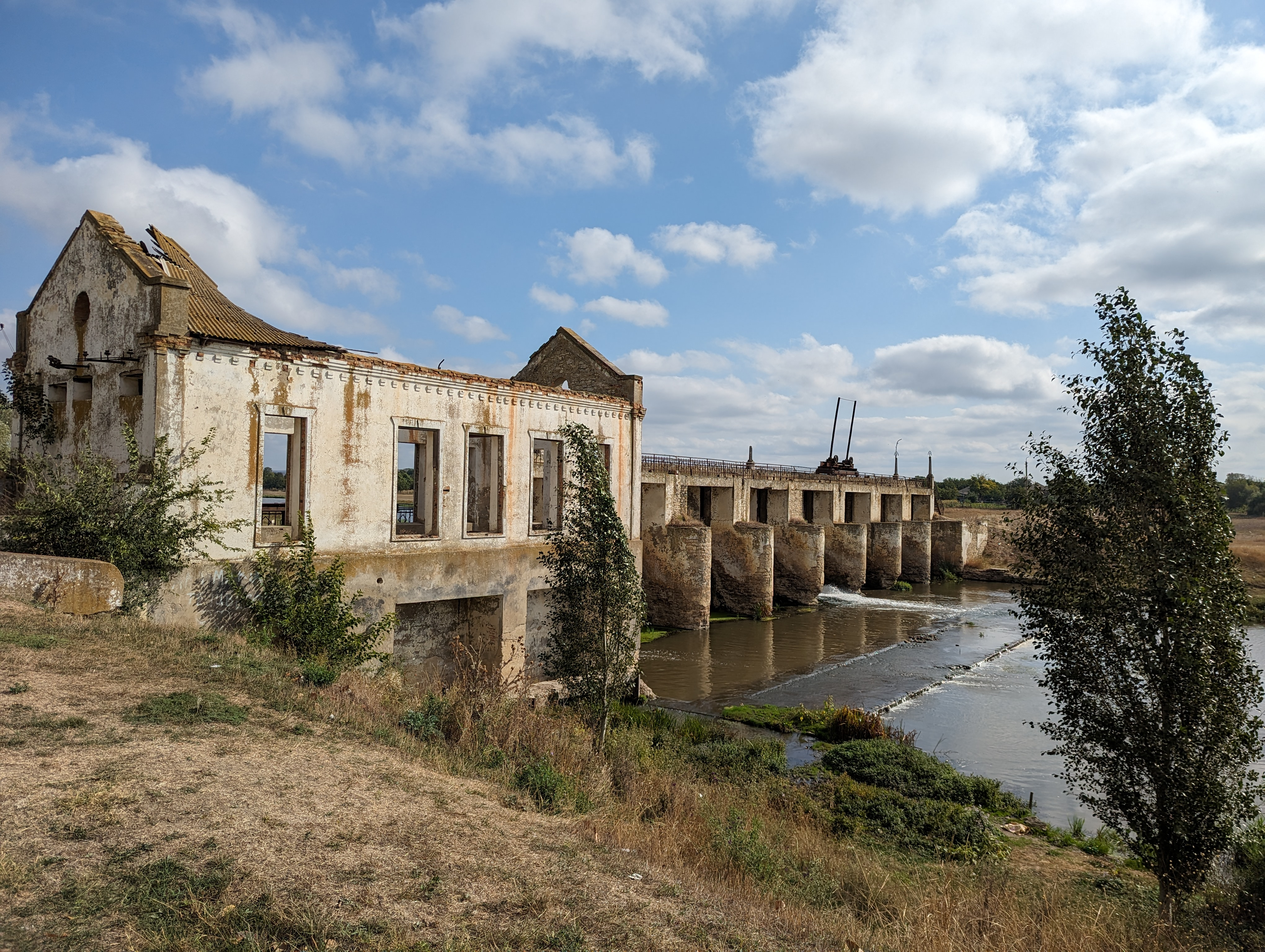
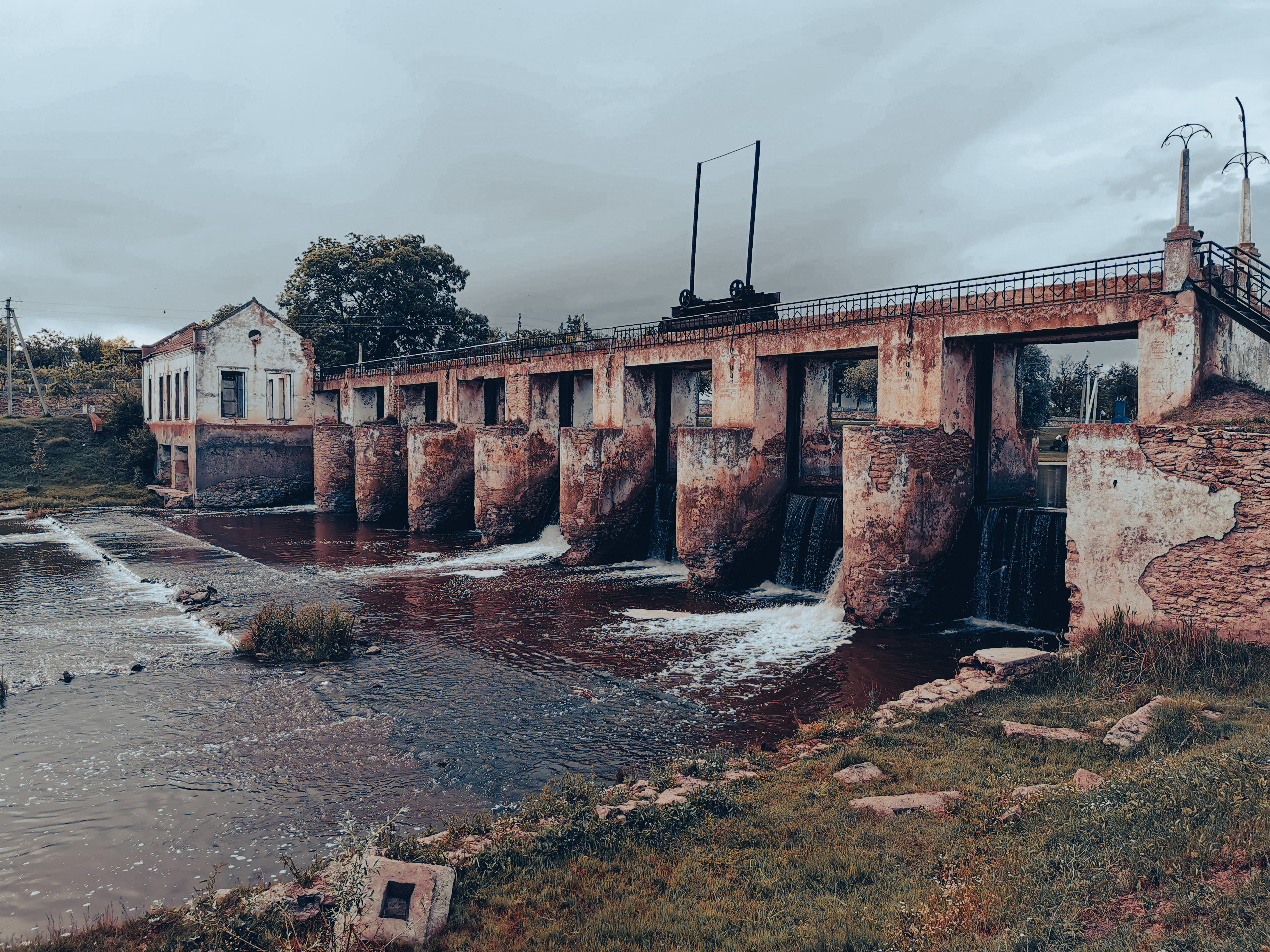
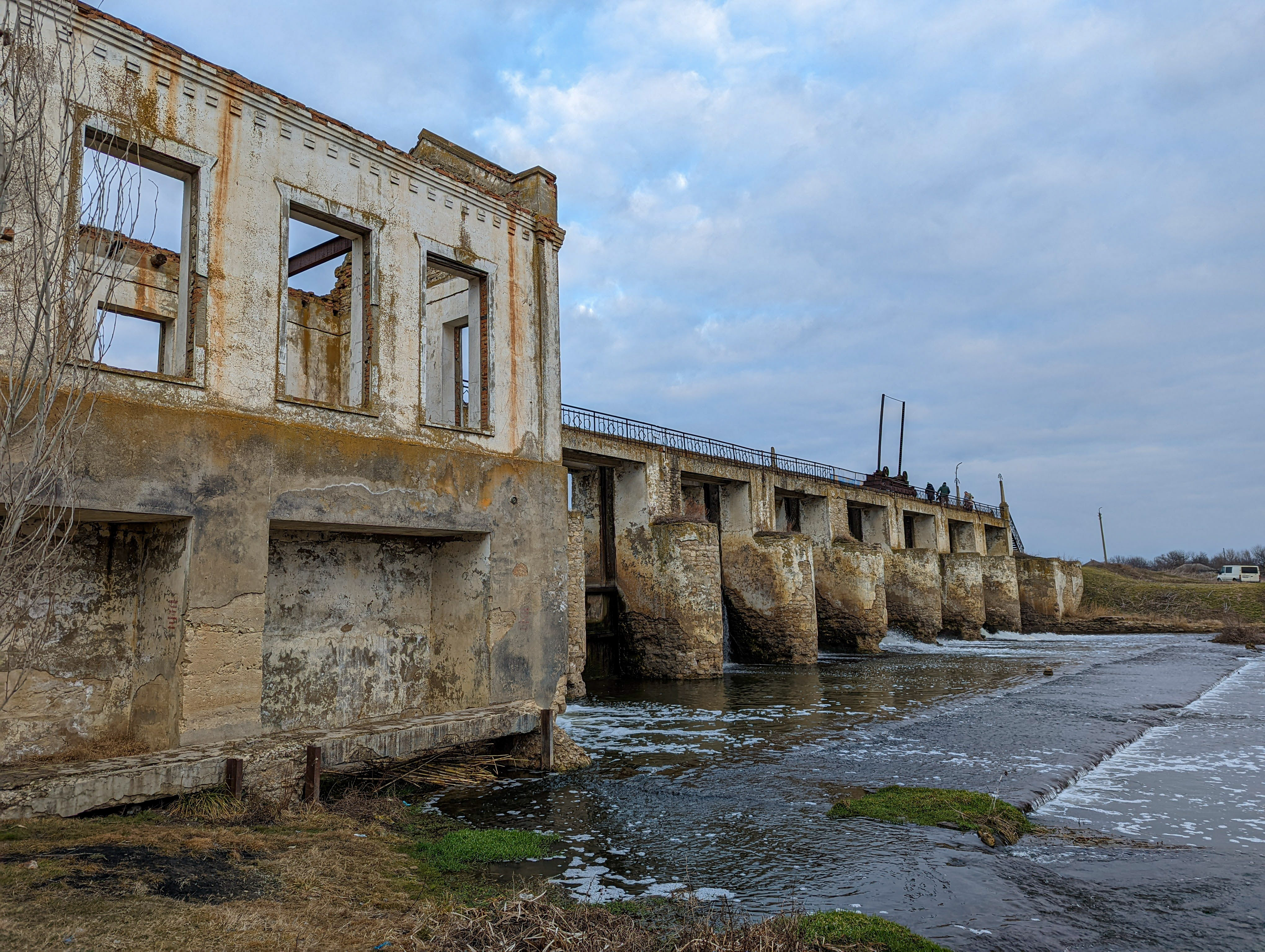

În anii 1940-1949 au fost reprimate și deportate de către autoritățile sovietice 47 de persoane, iar 77 de căzăneșteni au căzut în lupte în anii 1944-45 pe frontul de Vest. În anul 1944 pe șesul dintre sat și șoseaua spre Soroca se planifica construcția unui aerordrom militar. Satul păstrează până în prezent urmele bombardamentelor din 1944. Școală internat, construită pe locul palatului lui Uvaliu. În anii '60 satul avea la cârmă pe președintele de colhoz Alexandru Șopronco și pe directorul școlii Boris Alexandru Găină. Venitul colhozului, specializat în producția sfeclei de zahăr, florii soarelui, porumbului, grâului, secării, lucernei, fructelor, strugurilor depășea cifra de 1 mln. ruble. Printre pedagogii satului se numără  Dionis Stepan Toma, Boris Vasilache, Vasile Condrat Dorofei,  Grigore Dumitru Talpă, Vera Ion Iscra, Valentin Sergiu Gantea, Arcadie Iacob Pavliuc, Maria Ștefan Cuiban, Ecaterina Tudor Găină, Gheorghe Zahar Egorov, Dimitrie Mina Drăguțan, Valentina Tudose Cârlan, Pavel Luca Cușnuir, Teodora Grigore Cârlan și alții. Satul avea cor, mai apoi taraf, condus de acordeonistul Călin Grigore Roman, în care și-au manifestat talentul Iulia Climentovscaia, Tamara Chițaniuc (născută Ababii), Sergiu Anghel, Valeriu Găină, Alex Găină, echipă de fotbal, centrală electrică pe râul Răut,  palat de cultură cu bibliotecă (bibliotecar Olga Dorofei), spital, farmacie, stadion. Grădinița de copii a fost deschisă în anul 1959.
Președinte a sovietului sătesc la Căzănești in anii sovietici a fost Simion Mocreac
Stația electrică cu baraj, situată între satele Căzănești și Vadul-Leca.

## Obiective turistice

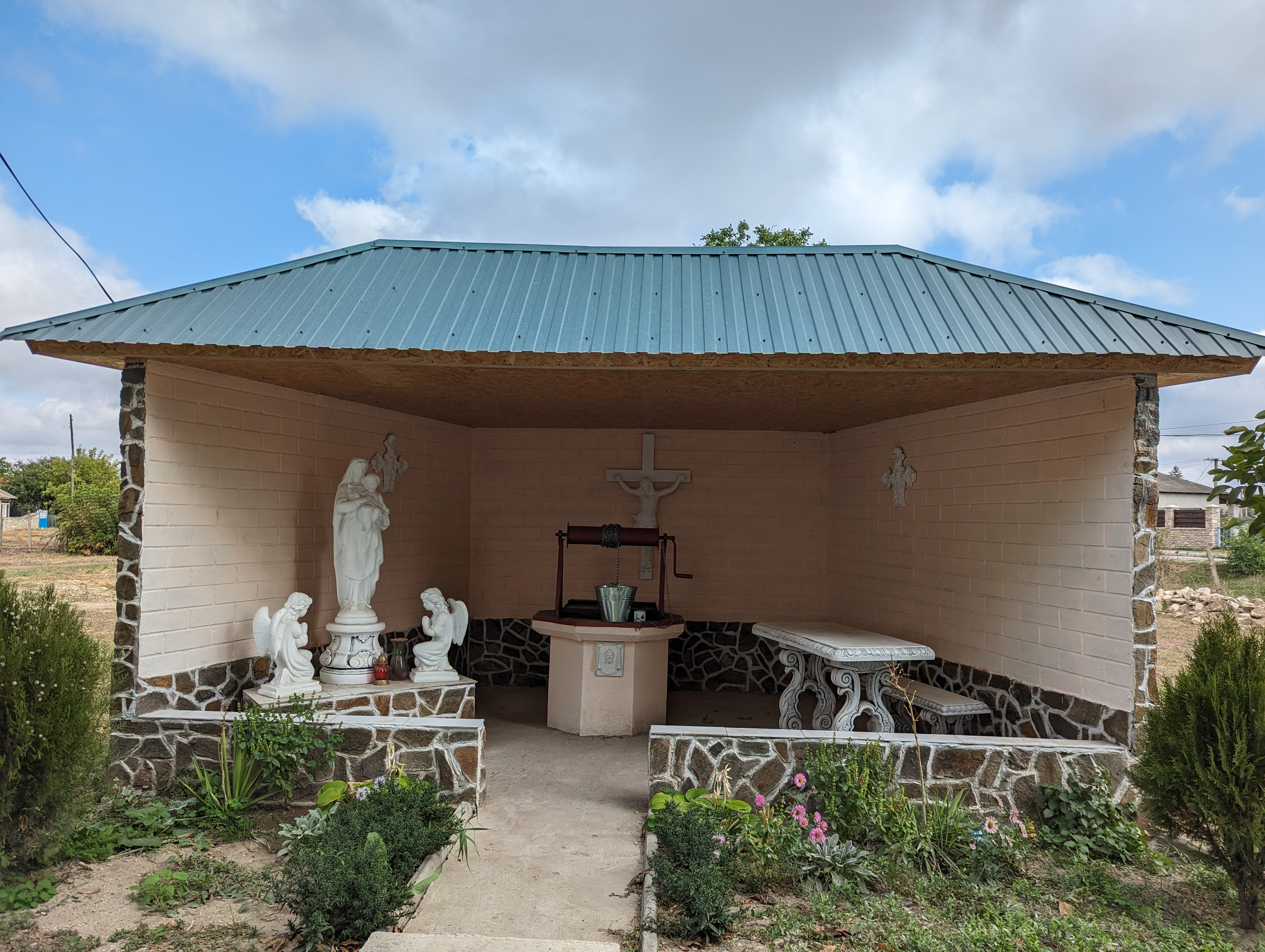
Fântână din Căzănești

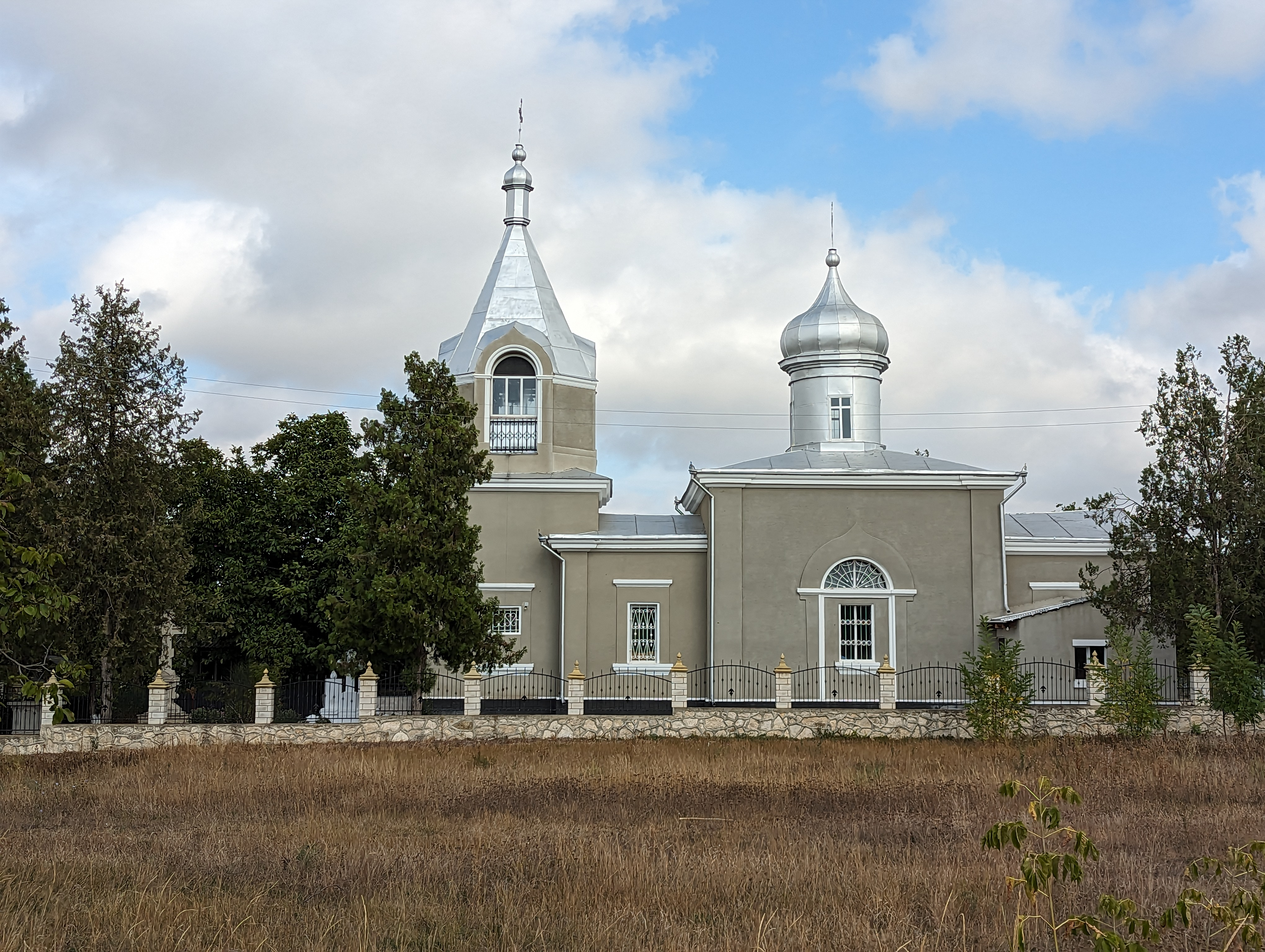
Biserica „Sf. Gheorghe” din localitate, monument ocrotit de stat.

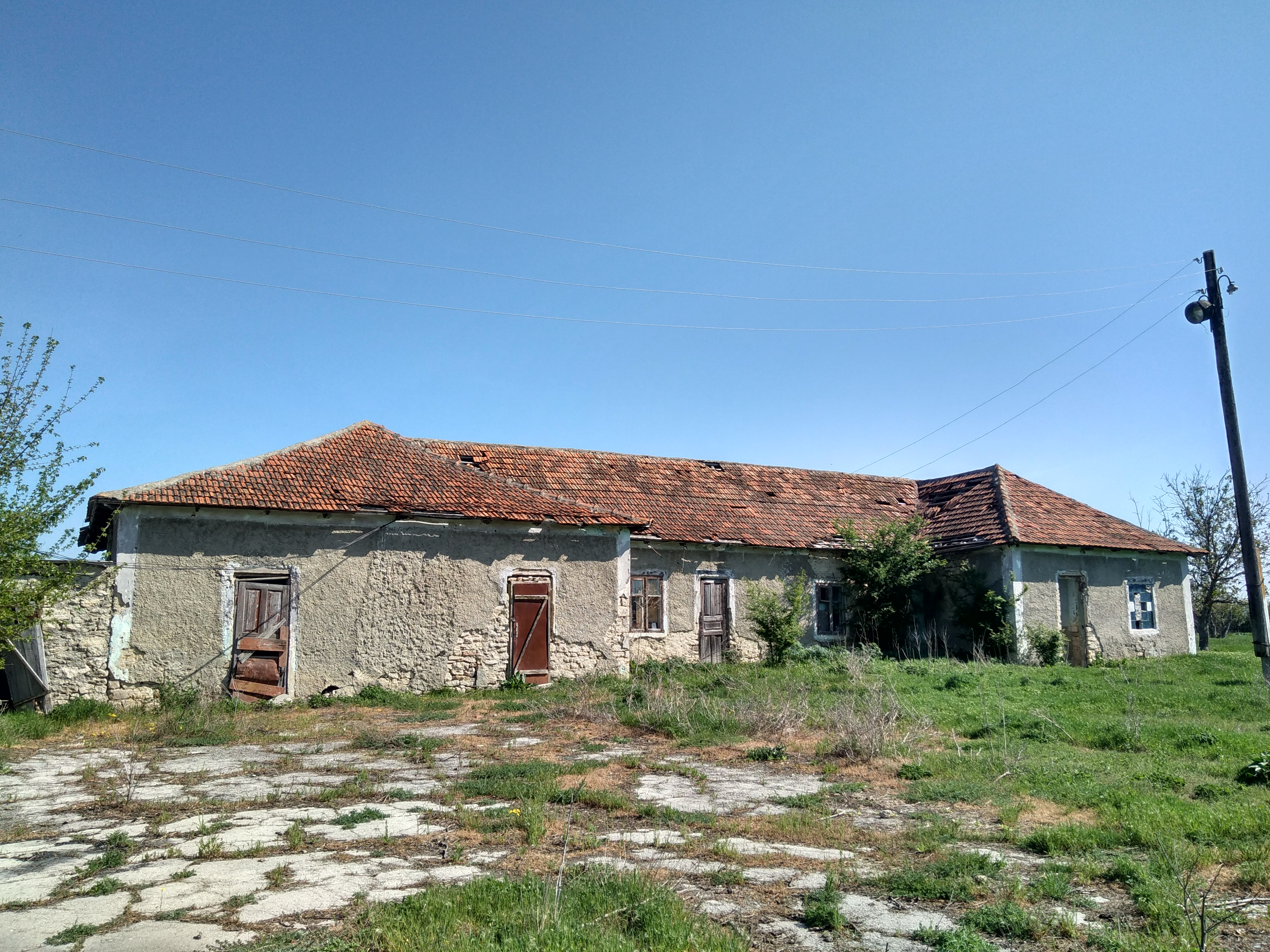
Clădire industrială din perioada sovietică.

Pentru vizitatorii satului prezintă interes  turnul de apă a lui Uvaliu, monumentul funerar al fiicei boierului Uvaliu din curtea bisericii, hidrocentrala de pe Răut, „Izvorul roșu” de la Rădi.

## Personalități
- Interpreta de muzică populară Tamara Chițaniuc
- Profesor, doctor habilitat Silvestru Maximilian
- Interpretul rock, compozitor și chitarist Valeriu Găină
- Maestru în sport de categorie internațională la box Elena Hagi (Rotaru)
- Teleradiojurnalista - Victoria Gheorghe Cușnir
- Istoric, publicist, poet - Iacob Cazacu-Istrati